# Dyschirus nigricornis
Dyschirus nigricornis är en skalbaggsart som beskrevs av Victor Ivanovitsch Motschulsky. Dyschirus nigricornis ingår i släktet Dyschirus och familjen jordlöpare. Inga underarter finns listade i Catalogue of Life.